# Граф Донамор

Герб графів Донамор.

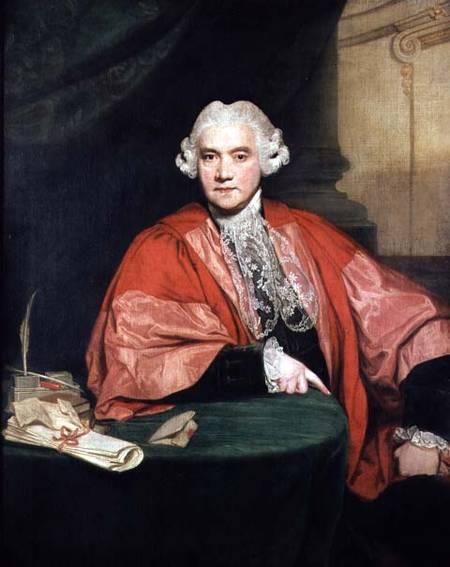
Джон Гелі-Гатчінсон (1724 – 1794). Портрет пензля художника сера Джошуа Рейнольдса (1723 – 1792).

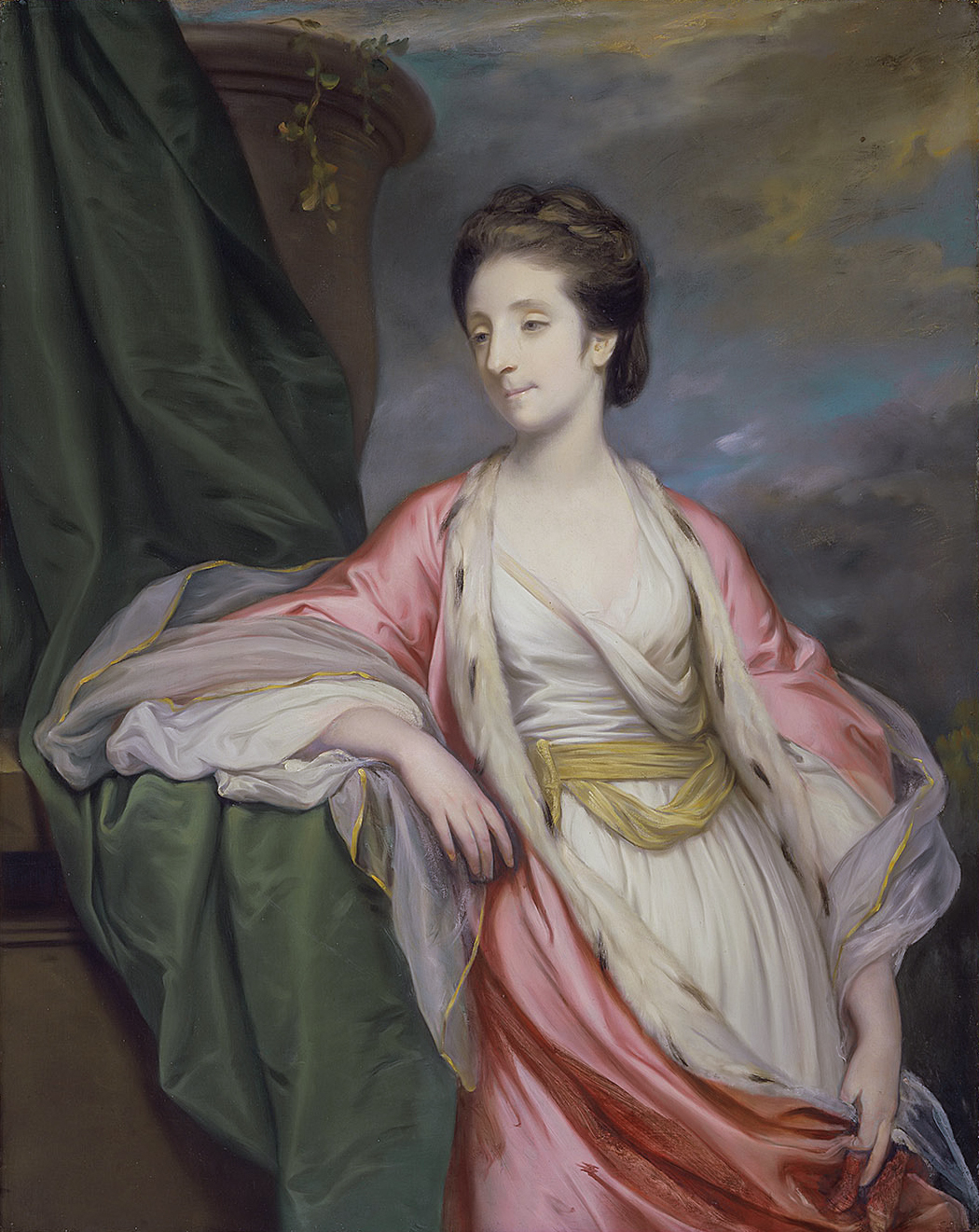
Крістіана Гелі-Гатчінсон (портрет пензля художника Джошуа Рейнольдса, 1766).

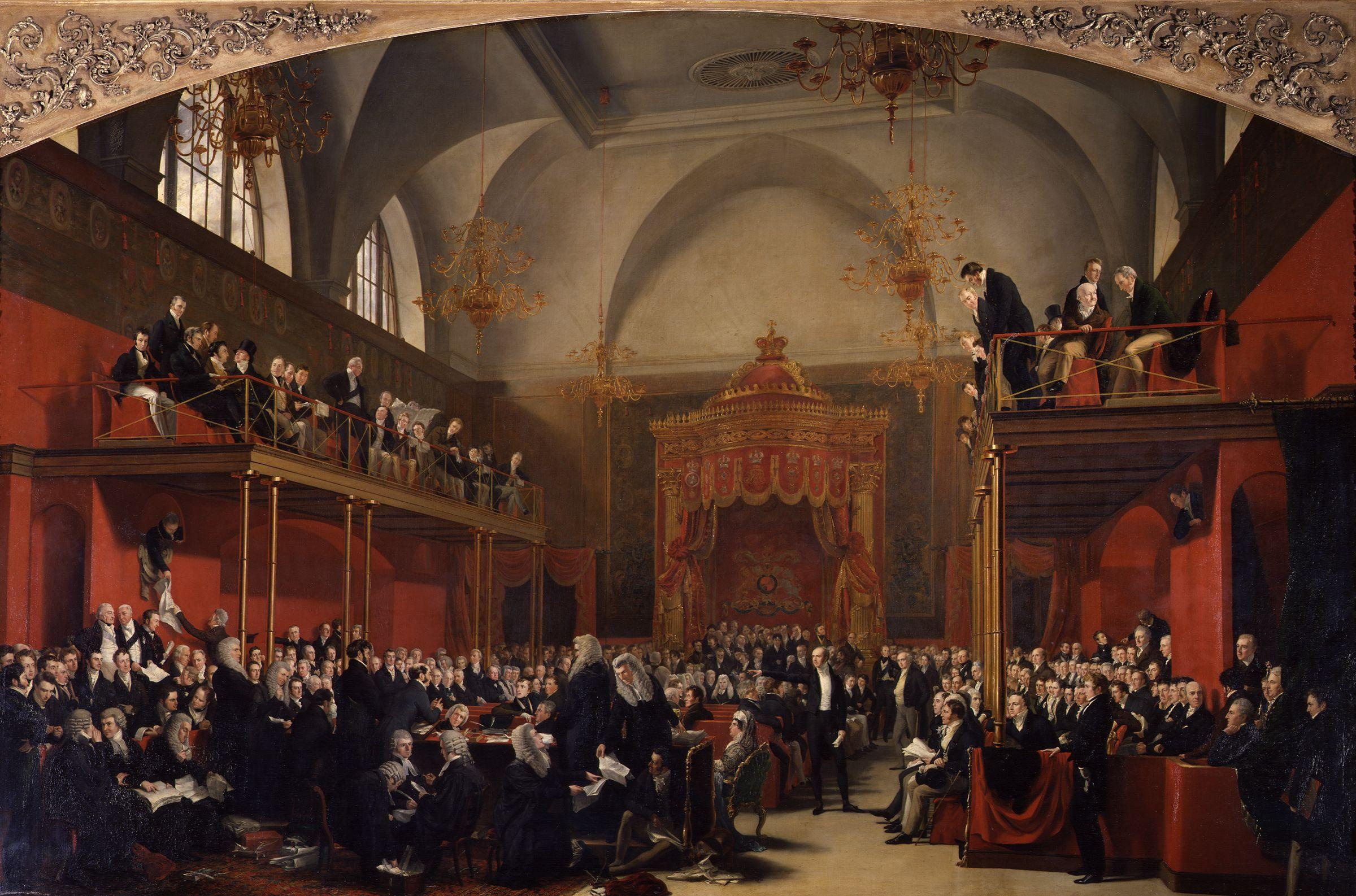
Суд над королевою Кароліною 1820 р. Картина пензля худ. сера Джорджа Хейтера (помер у 1871 р.).

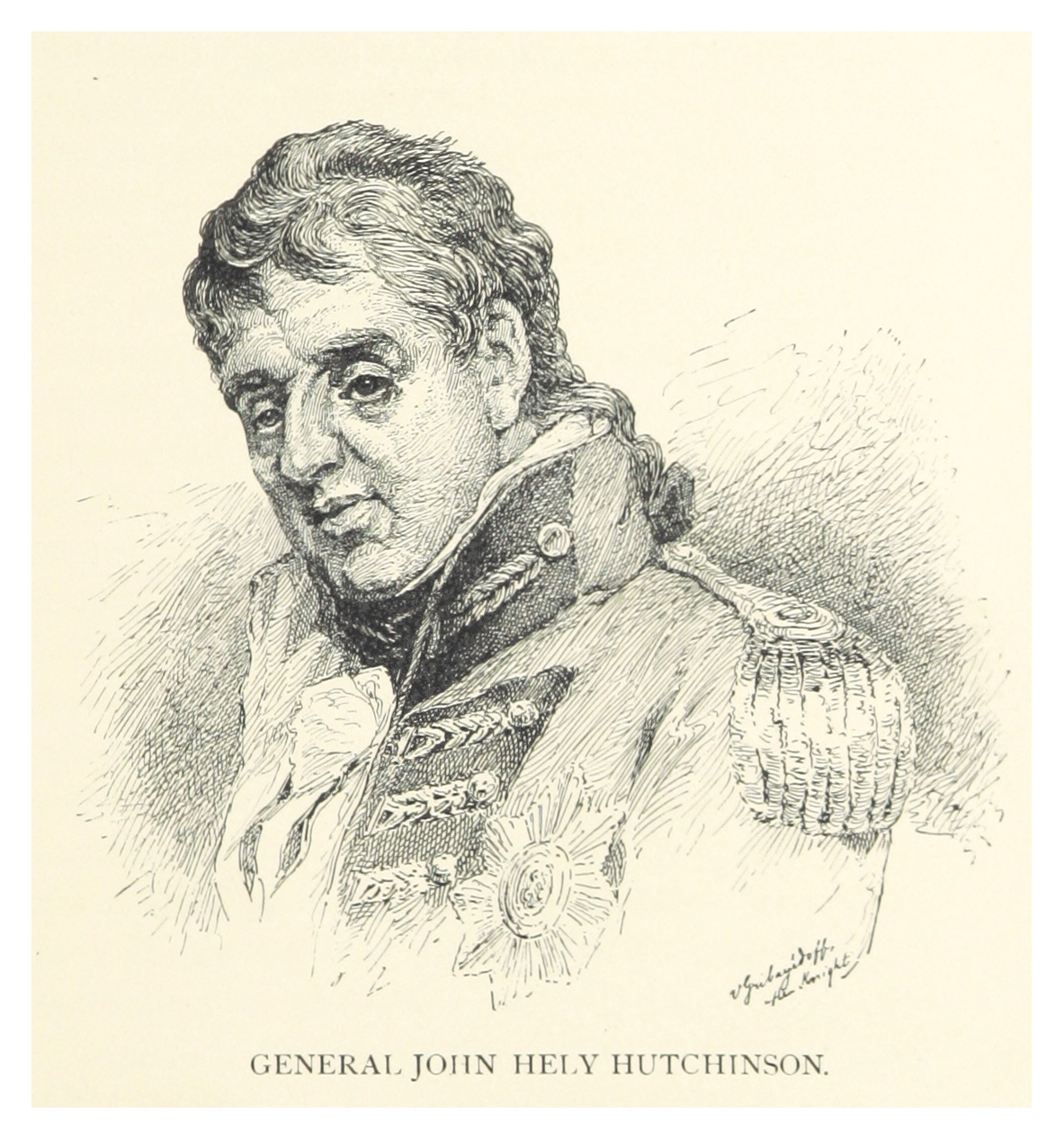
Джон Гелі-Гатчінсон – ІІ граф Донамор.

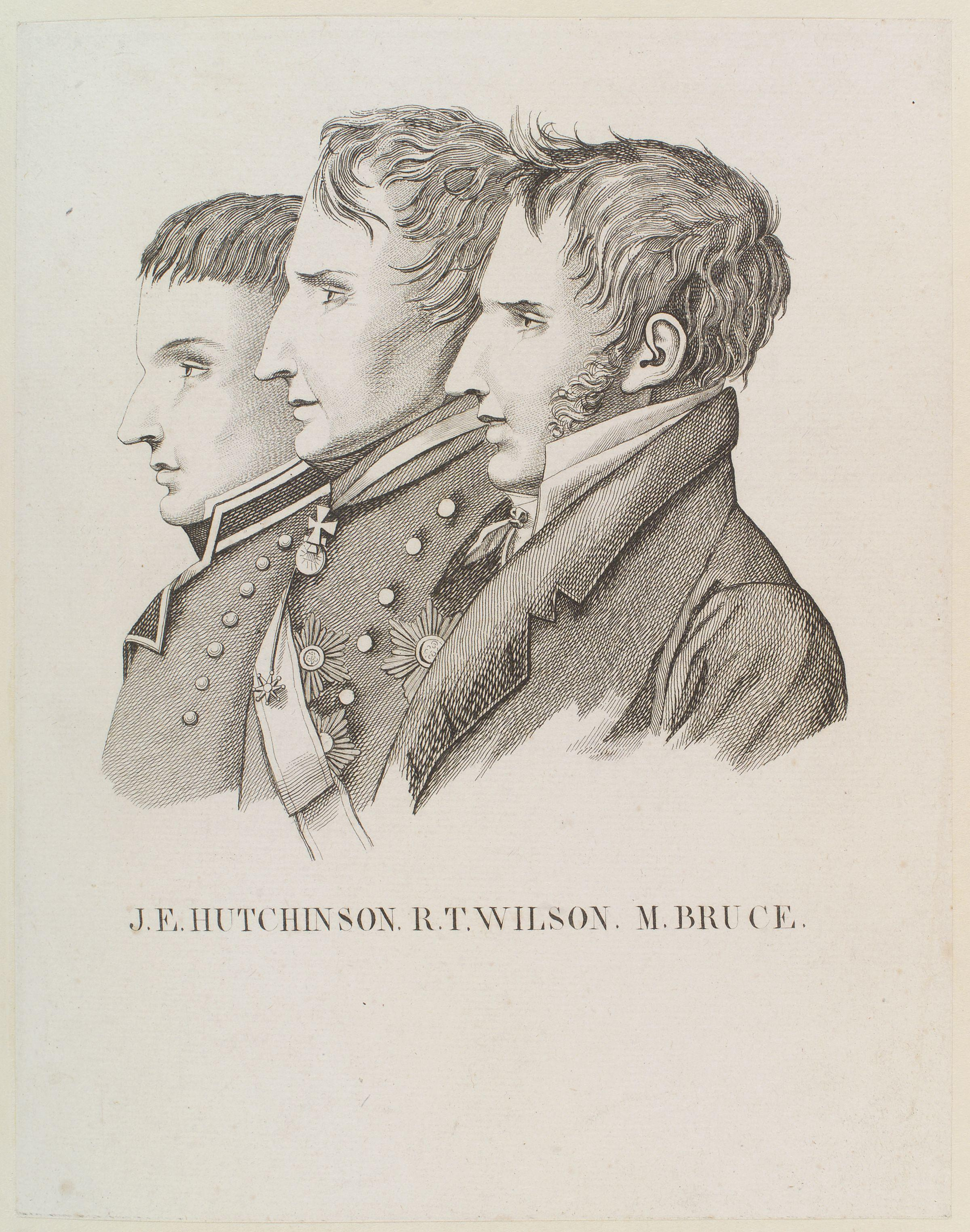
Джон Гелі-Гатчінсон – ІІІ граф Донамор (крайній зліва).

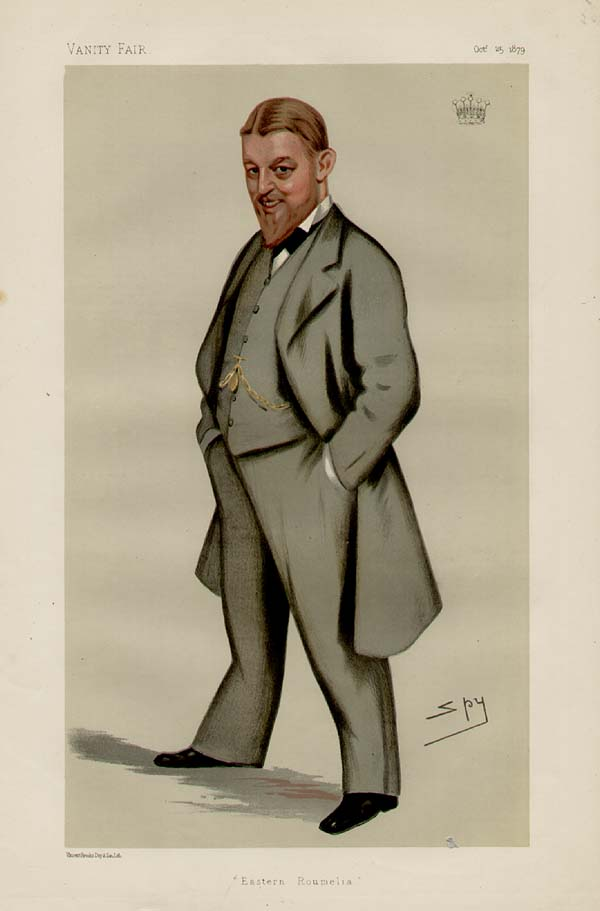
Карикатура на Джона Гелі-Гатчінсона – V графа Донамор. «Східна Румеліа» - карикатура із серії «Ярмарка марнославства».

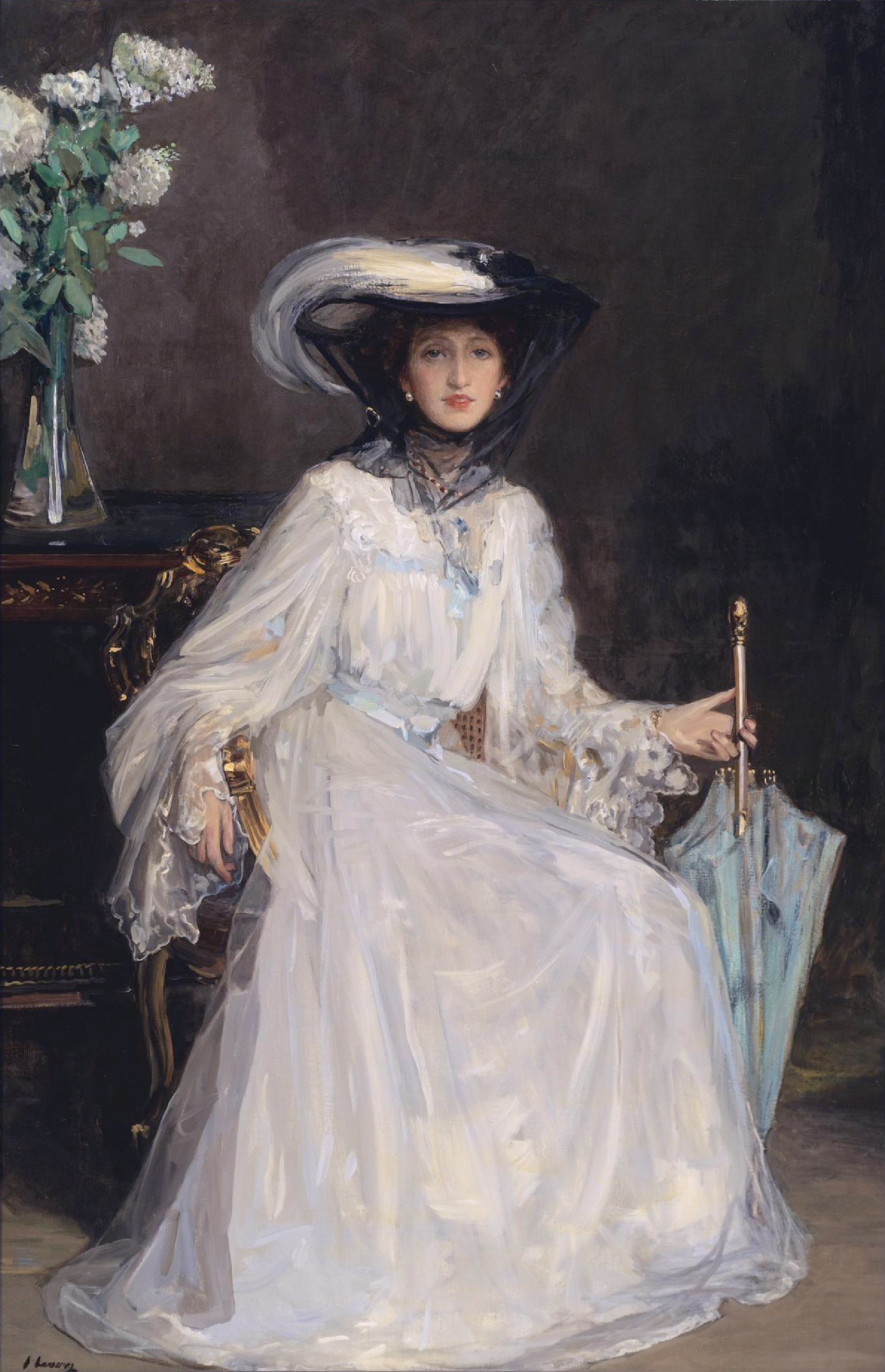
Евелін Фаркуар.

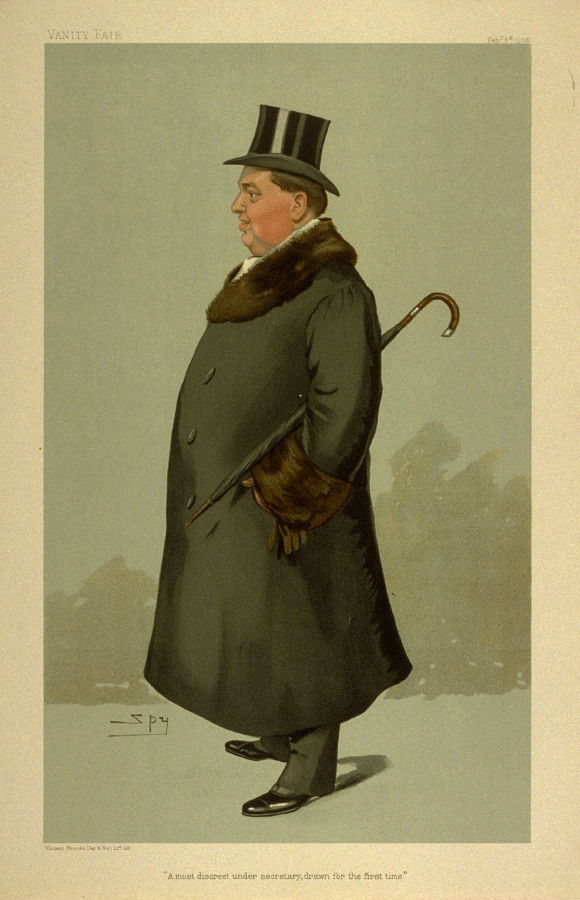
Карикатура на Річарда Гелі-Гатчінсона – VІ графа Донамор. «Найскромніший заступник секретаря» - карикатура із серії «Ярмарка марнославства».

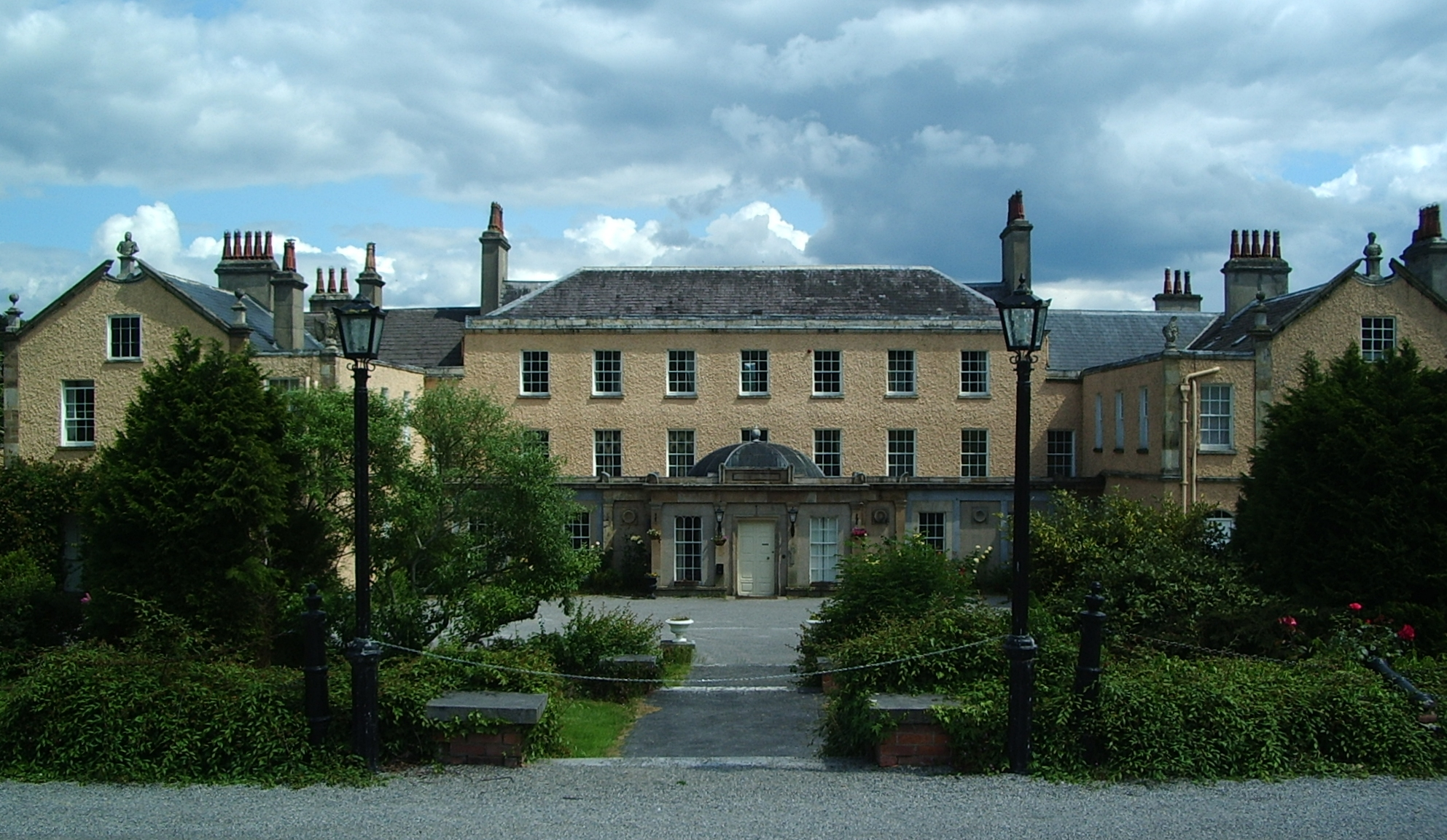
Замок Ноклофті-Хаус.

Граф Донамор (англ. - Earl of Donoughmore) – аристократичний титул в перстві Ірландії. Титул пов’язаний з родиною Гелі-Гатчінсон. Ця родина (на відміну від багатьох інших аристократичних династій в Ірландії, що мали англо-норманське походження) має ірландське походження. Графи Донамор походять від вождів ірландського клану О’гЕленайге (ірл. - Ó hÉalaighthe). Цей клан володів землями на території нинішнього графства Корк і був союзником клану Мак Карті (ірл. - Mac Cárthaigh). За часів Олівера Кромвеля цей клан був репресований і майже повністю знищений. Одна з гілок вождів клану О’гЕленайг прийняла англіканське віросповідання, отримала в спадок деякі землі і додала до прізвища Гелі прізвище Гатчінсон. Потім корона Англії дарувала їм титул графа в перстві Ірландії. Нині титулом графа Донамор володіє Патрік Морбіус Горган, що є V  графом Донамор. Він людина заможна і володіє чисельними маєтками та нерухомістю. 

## Гасло графів Донамор
Fortiter gerit crucem – «Він мужньо несе хрест» (лат.)

## Історія графів Донамор
Титул граф Донамор був створений в перстві Ірландії в 1800 році для Річарда Гелі-Гатчінсона – І віконта Донамор з правом успадкування титулу для нащадків чоловічої статі його матері. Річард був генералом британської армії, депутатом Палати лордів парламенту Об’єднаного королівства Великобританії та Ірландії в 1800 – 1825 році як представник Ірландії. Річард Гелі-Гатчінсон отримав титул віконта Донамор з Ноклофті, що в графстві Тіпперері в перстві Ірландії в 1797 році. У 1821 році він отримав титул віконта Гатчінсон з Ноклофті, що в графстві Тіпперері в перстві Об’єднаного королівства Великобританії та Ірландії. Ці титули також були створені з правом успадкування для нащадків чоловічої статі  його матері. Річард Гелі-Гатчінсон був відомим ірландським політиком. У 1776 році він балотувався в парламент в Палату громад Ірландії від двох різних виборчих округів. Він був депутатом від Дублінського університету до 1778 року та від Слайго-Боро до 1783 року. Згодом він представляв Тагмон, графство Вексфорд, з 1783 до 1788 року, коли він успадкував титул від своєї матері. У 1789 році він був обраний гросмейстером Великої масонської ложі Ірландії, і займав цю посаду до 1813 року. Він обіймав посаду губернатора Тіпперері та лорда-скарбника Суду Казначейства (Ірландія).
І граф Донамор був старшим сином ірландського державного діяча та юриста Джона Гелі-Гатчінсона, що одружився з Крістіаною – донькою Авраама Ніксона і племінницею та спадкоємицею Річарда Гатчінсона з Ноклофті, що в графстві Тіпперері, чиє прізвище вони з чоловіком взяли. У 1783 році Крістіана отримала титул баронеси Дономор з Ноклофта, що в графстві Тіпперері завдяки своєму чоловіку. 
Крістіана Гелі-Гатчінсон – І баронеса Донамор (уроджена Ніксон) (нар. 23 лютого 1732 р. Агольд — Палмерстон 24 червня 1788 р.). Вона є предком Кетрін, герцогині Кент. Крістіна Ніксон була донькою Авраама Ніксона з Манні, графство Віклоу, і внучатої племінниці та спадкоємця Річарда Гатчінсона з Ноклофті. Вона вийшла заміж за Джона Гелі-Гатчинсона (1724 – 1794) депутата парламенту, сина Френсіса Гелі з Гертроу та його дружини дружини Пруденс, уродженої Ербері. Шлюб відбувся 8 червня 1751 року. Він додав прізвище Гатчінсон до свого прізвища внаслідок одруження, яке принесло йому її значні статки. У них було десять дітей: 
- Генерал-лейтенант Річард Гелі-Гатчінсон, І граф Дономор (29 січня 1756 – 22 серпня 1825)
- Генерал Джон Гелі-Гатчінсон, ІІ граф Донамор (15 травня 1757 – 29 червня 1832)
- Френсіс Гелі-Гатчінсон (26 жовтня 1759 – 16 грудня 1827) - митник у порту Дубліна
- Август Абрахам Гелі-Гатчінсон (20 березня 1766 – 10 червня 1834) - комісар митниці в Лондоні та Ірландії
- Крістофер Гелі-Гатчінсон (5 квітня 1767 – 26 серпня 1826) - депутат парламенту від графства Корк.
- Лоренцо Гелі-Гатчінсон (6 жовтня 1768 – 28 листопада 1822) – священик у Пребендарі Кулстафа, графство Вексфорд у 1811 – 1822 роках.
- Пруденс Гелі-Хатчінсон (1764 – 1820)
- Мері Гелі-Хатчінсон (1772 – 1820) вийшла заміж 21 червня 1791 року за Томаса Сміта, адвоката.
- Маргарет Гелі Хатчінсон (1774 - 1818)
- Крістіна Гелі-Хатчінсон (пом. 1825 р.)

Чоловік баронеси Донамор відмовився від будь-якого перства для себе. 20 вересня 1783 року вона отримала титул баронеси, але як жінка, вона не змогла засідати в палаті лордів Ірландії.
Титул графа успадкував молодший брат Річарда – Джон Гелі-Гатчінсон, що став ІІ графом Донамор. Він теж був генералом британської армії. У 1801 році він отримав титул барона Гатчінсон з Александрії та Ноклофті, що в графстві Тіпперері в перстві Об’єднаного Королівства з правом успадкування титулу нащадкам чоловічої статі. Він служив лорд-лейтенантом графства Тіпперері в 1831 – 1832 роках. Він здобував освіту в Ітонському коледжі, Магдаленському коледжі в Оксфорді та Трініті-коледжі в Дубліні. Він помер 29 червня 1832 року, так і не одружившись. У 1774 році він вступив до армії корнетом у 18-ий драгунський полк, а наступного року підвищився до лейтенанта. У 1776 р. він отримав звання капітана 67-го піхотного полку, а в 1781 р. — майора. У 1783 р. він знову змінив полк, ставши підполковником і полковником-комендантом 77-го піхотного полку, що однак незабаром після цього було розпущено після заколоту. Наступні 11 років він вивчав військову тактику у Франції, перш ніж служити добровольцем у Фландрській кампанії 1793 року як ад’ютант сера Ральфа Аберкромбі. У березні 1794 року він отримав підвищення до полковника 94-го піхотного полку, а потім став генерал-майором у травні 1796 року, коли служив в Ірландії під час придушення Ірландського повстання 1798 року, де він був другим командувачем в Битві при Каслбарі під Дженерал-Лейк. У 1799 році він був в експедиції в Нідерландах. Потім був другим командувачем в експедиції до Єгипту 1801 року під проводом Аберкромбі. Після смерті Аберкромбі в березні після поранення в битві при Александрії, Гелі-Гатчінсон прийняв командування військами Він зміг взяти в облогу французів, спершу в Каїрі, який капітулював у червні, а потім обложив і взяв Олександрію – капітулювало понад 22 000 французьких солдат. У нагороду за його успіхи османський султан Селім III зробив його лицарем 1-го класу Ордену Півмісяця. На знак визнання його «видатних заслуг» під час «останньої славетної та успішної кампанії в Єгипті», на прохання короля, парламент Об’єднаного Королівства обрав лорду Гелі-Гатчінсону та наступним двом спадкоємцям чоловічої статі пенсію в розмірі 2000 фунтів стерлінгів річних, що виплачувалось за рахунок Зведеного фонду. У вересні 1803 року він отримав звання генерал-лейтенанта і став губернатором замку Стірлінг. У березні 1802 року він отримав посаду командира 74-го гірського піхотного полку. У червні 1813 року він отримав звання повного генерала. У 1806 році він став командиром 57-го піхотного полку (Західний Міддлсекс), а в 1811 році став командиром 18-го піхотного полку. Цю посаду він обіймав до своєї смерті як і посаду губернатора замку Стерлінг.
Після його смерті в 1832 році титул барона Гатчінсон зник, а титул графа успадкував його племінник Джон Гелі-Гатчінсон, що став ІІІ графом Донамор. Він був сином його ясновельможності Френсіса Гелі-Гатчінсона – третього сина І баронесм Донамор та Джона Гелі-Гатчінсона. Він був обраний депутатом Палати громад парламенту і представляв графство Тіпперері, служив лорд-лейтенантом графства Тіпперері. Будучи капітаном 1-ї піхотної гвардії, він допоміг втечі з в’язниці генерал-поштмейстера Наполеона - графа де Лавалетта. Його судили в Парижі разом із Робертом Вілсоном і Майклом Брюсом за звинуваченням у сприянні втечі графа з в’язниці. Суд проходив у з 22 квітня по 24 квітня 1816 року. Усі троє були визнані винними та засуджені до трьох місяців ув’язнення. Він одружився з Маргарет Гардінер - дочкою Люка Гардінера – І віконта Маунтджой. Шлюб відбувся 15 червня 1822 р. У них було двоє дітей: 
- Річард Джон Гелі-Гатчинсон.
- Маргарет Гелі-Гатчінсон (пом. молодою в 1828 році)

Вдруге він одружився з Барбарою Рейнелл - донькою підполковника Вільяма Рейнелла. У них було четверо дітей: 
- Капітан Джон Вільям Гелі-Гатчінсон (1829 – 1855) – загмнув під час Кримської війни з москалями. Одружився в 1851 р. з простолюдинкою Елізою Страттон без благословення батька, що призвело до розриву з родиною. (На даний момент немає жодного запису про цей шлюб, який можна знайти в Інтернеті.
- Леді Кетлін Алісія Гелі-Гатчінсон (пом. 22 квітня 1892)
- Леді Френсіс Маргарет Гелі-Гатчінсон (пом. 11 квітня 1866)
- Леді Джейн Луїза Гелі-Гатчінсон (пом. 29 серпня 1868).

Титул успадкував його син Річард Джон Гелі-Гатчінсон, що став IV графом Донамор. Він був відомим політиком, належав до партії консерваторів (торі), служив у другій адміністрації графа Дербі на посаді голови казначейства та президента торгової ради. Лишався на цій посаді до падіння уряду в 1859 році. Отримав посаду Верховного шерифа графства Тіпперері у 1847 році. Став депутатом Палати лордів парламенту після смерті свого батька в 1851 році. У 1858 році був прийнятий до Таємної Ради Ірландії. У 1865 році був прийнятий до Королівського Товариства. Одружився з Томасіною Джоселін - дочкою Волтера Стіла у 1847 році. Їхній п’ятий син сер Волтер Гелі-Гатчінсон був дипломатом. Помер у лютому 1866 року у віці 42 років. Графиня Дономор померла в травні 1890 року. Полковник Льюїс Вівіан Лойд одружився 14 серпня 1879 року з леді Мері Софії Гелі Хатчінсон (1854 – 1936) – дочкою IV графа Дономора. Річард Джон Гелі-Гатчінсон був вільним каменярем – масоном. Він був посвячений у Велику ложу Ірландії, став старшим Великим наглядачем Великої ложі Ірландії в 1846 році. Він став почесним масоном ложі Голіруд-Хаус (ложі Святого Луки).    
Титул успадкував його син Джон Лук Джордж Гелі-Гатчінсон, що став V графом Донамор. Він був відомим політиком, належав до партії консерваторів (торі), обіймав посаду заступника державного секретаря з питань війни в 1903 – 1904 роках під керівництвом Артура Бальфура. Здобув освіту в коледжі Ітон  та коледжі Балліол в Оксфорді. Він був помічником комісара Європейської комісії з організації Східної Румелії в 1878 - 1879 роках, а в 1879 році став кавалером Орденів Святого Михаїла і Святого Георгія. Він також був мировим суддею графства Вотерфорд і заступник лорд-лейтенанта графства Тіпперері та графства Вотерфорд. У 1893 році він виступив у Палаті лордів на користь гомрулу (автономії) для Ірландії. Одружився з Френсіс Ізабеллою Стівенс - донькою генерала індійської армії Вільяма Фрейзера Стівенса. У них було п’ятеро дітей. 
Титул успадкував його син Річард Волтер Гелі-Гатчінсон, що став VI графом Донамор. Він був відомим ірландським масоном. Отримав освіту в Ітоні. У листопаді 1901 року його підвищили до капітана 3-го (міліційного) батальйону Королівського ірландського полку, а наступного січня він залишив свою посаду. У 1900 році він успадкував титул графа від свого батька і зайняв його місце в Палаті лордів. З 1903 по 1905 роки він обіймав посаду заступника держсекретаря з питань війни в юніоністській адміністрації, очолюваній Артуром Бальфуром. З 1911 року він був головою комітетів Палати лордів. У 1913 році він був обраний Великим Майстром Великої Ложі Ірландії і обіймав цю посаду до своєї смерті. У 1916 році він був учасником Месопотамської слідчої комісії. У 1916 році він став кавалером ордена Святого Патріка і присягнув Таємній раді Ірландії в 1918 році. У червні 1920 року він був одним із трьох кандидатів на посаду генерал-губернатора Австралії, представлених австралійському прем’єр-міністру Біллі Хьюзу разом із лордом Форстером і генералом Сілі. У 1921 році він став Сенатором Вільної Держави Ірландія. У 1927 році очолив комісію, що розробляла самоуправління острова Цейлон. Лорд Донамор одружився в церкві Святого Михаїла на Честер-сквер 21 грудня 1901 року з Оленою Марією Грейс - донькою Майкла П. Грейса. Вона померла 22 лютого 1944 році. Граф Донамор помер у жовтні 1948 році у віці 73 років.
Титул успадкував його син Джон Майкл Генрі Гелі-Гатчінсон, що став VII графом Донамор. Він став депутатом парламенту, належав до партії консерваторів, працював під керівництвом Пітерборо в 1943 – 1945 роках. У війську він отримав звання полковника на службі в Королівському бронетанковому корпусі (Територіальної армії). Будучи масоном, він був обраний гросмейстером Великої ложі Ірландії в 1964 році, і займав цю посаду до самої смерті. Найбільш відомий тим, що в червні 1974 року був викрадений із будинку в Ноклофті, Клонмел разом із його дружиною Дороті бійцями ІРА і взятий в політичні заручники, був звільнений через тиждень. 27 липня 1925 року одружився з Дороті Джин Готем (12 серпня 1906 — 29 грудня 1995) – дочкою Джона Бомонта Готема та Гледіс Мері Вілсон. У пари було троє дітей: 
- Річард Гелі-Гатчінсон (народився 8 серпня 1927 р.)
- Леді Сара («Саллі») Олена Гелі-Гатчінсон (народилася 22 серпня 1930; померла в 2013)
- Марк Гелі-Гатчінсон (народився 19 травня 1934 р.)

На сьогодні титулом володіє його старший син Річард Майкл Джон Гілі-Гатчінсон, що став VIII графом Донамор, успадкувавши титул в 1981 році.  
Іншими відомими людьми з родини Гелі-Гатчінсон були: 
- Крістофер Гелі-Гатчінсон (1767 – 1826) – п’ятий син баронеси Дономор та Джона Гелі-Гатчінсона. Він був депутатом Палати громад парламенту і представляв місто Корк.
- Сер Волтер Гелі-Гатчінсон – молодший син IV графа Донамор. Він був останнім губернатором Капської колонії (Південна Африка).
- Його ясновельможність Тім Гелі-Гатчінсон – другий син VIII графа Донамор. Він є відомим видавцем.

Родинним гніздом графів Донамор був замок Ноклофті-Хаус, що біля Клонмела, графство Тіпперері, Ірландія. Зараз цей замок перероблений в готель. Маєток Ноклофті був проданий в 1970 році. Нині резиденцією графів Донамор є Манор-Хаус, що в Бамптоні, Оксфордшир. 
Спадкоємець титулу графа Донамор використовує вигаданий титул ввічливості віконт Шурдейл. Це пояснюється тим, територія Донамор колись помилково називалась Шурдейл.       

## Барони Донамор (1783)
- Крістіана Гелі-Гатчінсон (1732 – 1788) – І баронеса Донамор
- Річард Гелі-Гатчінсон (1756 – 1825) – ІІ барон Донамор (нагороджений титулом граф Донамор у 1800 році)

## Графи Донамор (1800)
- Річард Гелі-Гатчінсон (1756 – 1825) – І граф Донамор
- Джон Гелі-Гатчінсон (1757 – 1832) – ІІ граф Донамор
- Джон Гелі-Гатчінсон (1787 – 1851) – ІІІ граф Донамор
- Річард Джон Гелі-Гатчінсон (1823 – 1866) – IV граф Донамор
- Джон Люк Джордж Гелі-Гатчінсон (1848 – 1900) – V граф Донамор
- Річард Волтер Гелі-Гатчінсон (1875 – 1948) – VI граф Донамор
- Джон Майкл Генрі Гелі-Гатчінсон (1902 – 1981) – VII граф Донамор
- Річард Майкл Джон Гелі-Гатчінсон (нар. 1927) – VIII граф Донамор

Спадкоємцем титулу є старший син нинішнього власника титулу Джон Майкл Джеймс Гелі-Гатчінсон - віконт Шурдейл (народився в 1952 р.) Спадкоємцем спадкоємця титулу є його син Річард Грегорі Гелі-Гатчінсон (нар. 1980).